# Tungari mascordi
Tungari mascordi là một loài nhện trong họ Barychelidae. Loài này phân bố ờ Queensland.